# Carnaval haitiano

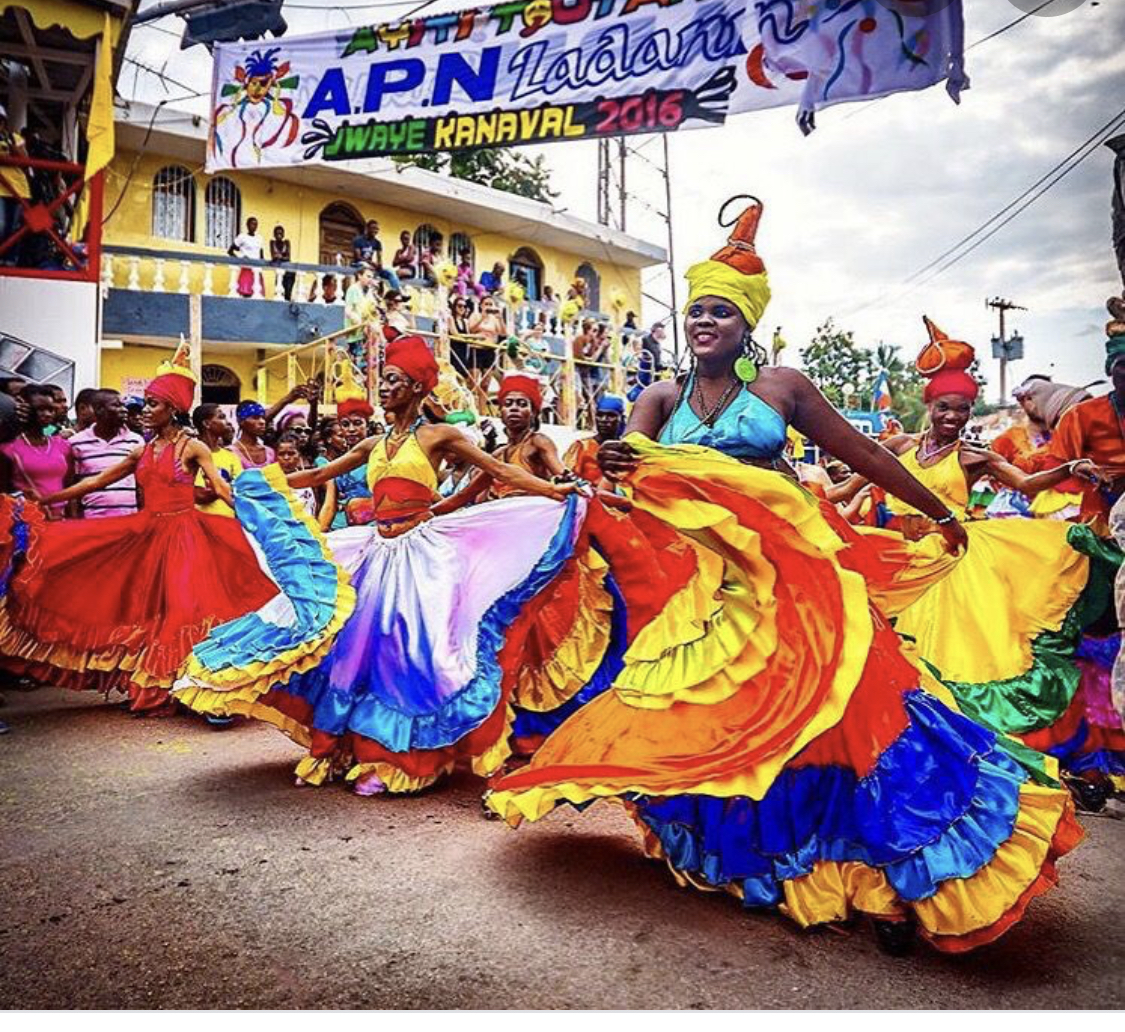
Carnaval Haitiano em 2016

O Carnaval Haitiano (em crioulo haitiano:  Kanaval, em francês:  Carnaval) é uma celebração realizada ao longo de várias semanas a cada ano, em antecipação ao Mardi Gras. Haitian Defile Kanaval é o nome em crioulo Haitiano dos principais carnavais de Mardi Gras anuais realizados em Porto Príncipe.
O desfile é conhecido como "Kye Marn". O maior carnaval anual do Haiti ocorre na capital e maior cidade do país, Porto Príncipe, com celebrações menores em Jacmel, Aux Cayes, e outros locais no Haiti. As celebrações anuais do carnaval coincidem com outras celebrações do Mardi Gras ao redor do mundo.
O Haiti também tem celebrações carnavalescas menores durante o ano que são separadas do carnaval. Estes incluem o Rara, uma série de procissões que ocorrem durante a quaresma, acompanhadas por bandas e desfiles como as do carnaval, e também um Kanaval de Fleur (Carnaval das Flores), que acontece em julho.

## Carnaval

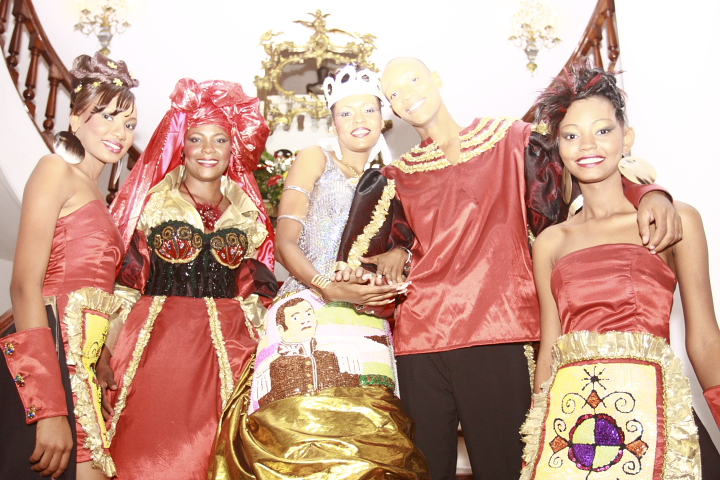
Realeza do carnaval, em Porto Príncipe

O carnaval de Porto Príncipe é uma das maiores celebrações de Mardi Gras no Caribe e América do Norte. As celebrações são financiadas pelo governo, empresas e os famílias ricas haitianas. A versão haitiana da época de carnaval começa sempre no mês de janeiro, conhecido como Pre-Kanaval, e o carnaval propriamente dito começa em fevereiro de cada ano. As comemorações terminam no Mardi Gras, (francês para a Terça-Feira Gorda). O Mardi Gras é celebrado na terça-feira antes da quarta-feira de cinzas, que marca o início da Quaresma, um período de jejum e penitência que precede a Páscoa para os Católicos.
As primeiras comemorações do Mardi Gras na Europa eram uma oportunidade carnavalesca  para que as pessoas se entregassem, celebrassem, e mesmo subvertessem a autoridade de uma forma permissível, como parte da festa. O Mardi Gras permitia que as pessoas desfrutassem dos prazeres da vida antes do início da quaresma. O festival católico foi importado para o Haiti e outros lugares nas Américas durante a colonização européia. No Haiti, o carnaval é também fortemente influenciado pelos costumes locais, como rituais religiosos vodu, e a música do Haiti.
O carnaval é comemorado com música, bandas e desfiles. Os desfiles têm carros alegóricos, às vezes, com crianças que participam nas celebrações. Os carros alegóricos, normalmente, têm sistemas de som configurado em caminhões para tocar música para as multidões. Barraquinhas vendendo churrasco e rum são uma parte popular de celebrações. Há também peças de comédia feitas pelos participantes carnaval, muitas vezes satirizando temas políticos. Foliões usam máscaras e fantasias, como fazem em outras celebrações de carnaval no Caribe, e na América do Norte e do Sul. Os desfiles passam pelas ruas de Porto Príncipe e terminam com celebrações na grande praça, Campo de Marte, localizada em frente ao Palácio Nacional, antiga residência do presidente do Haiti.
A música é central para o carnaval haitiano. Músicos tocam zouk, rap kreyòl, rap, konpa, e mizik rasin. O carnaval é o maior evento no qual as bandas podem ganhar mais exposição ao público e oferece a oportunidade de tocar em grandes concertos.
Todos os anos, turistas viajam para o Haiti para pular o carnaval.

## História

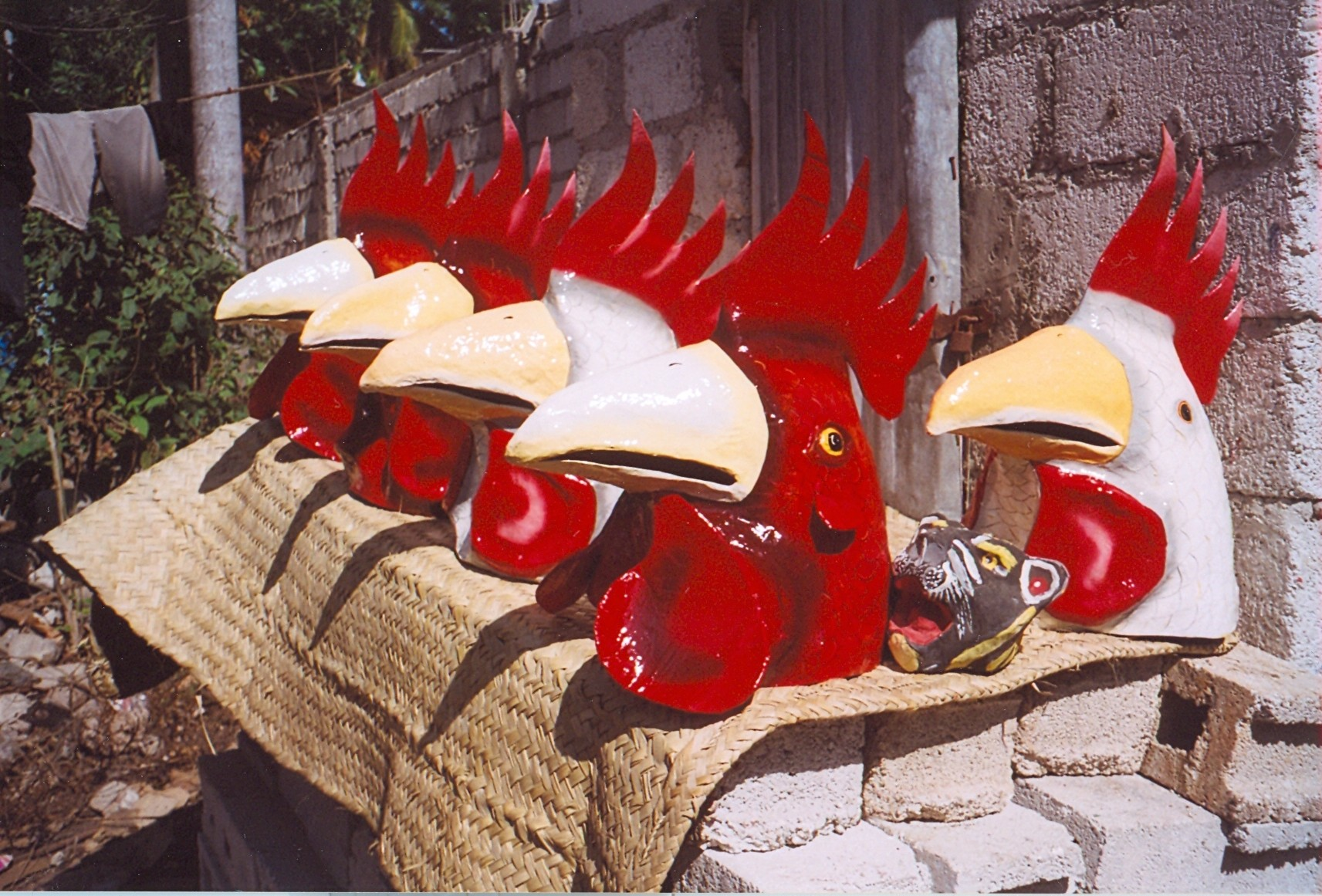
Máscaras de carnaval feitas de papel machê sendo preparadas em Jacmel, 2002.

A grande celebração oficial e pública do carnaval no Haiti começou em 1804, na capital do país.
As celebrações de carnaval eram tradicionalmente considerados "pecadoras" para os haitianos protestantes, que eram aconselhado por seus pastores a não participar. As celebrações eram criticadas por fazer apologias sexualmente sugestivas de dança, pelas peças de teatro cheias de palavrões, pelas letras de música zombando de autoridades, e pelos ritmos musicais vodu e kompa.
Em 1998, durante o primeiro e segundo dia do Carnaval, Manno Charlemagne, o recém-eleito prefeito de Porto Príncipe pelo partido Fanmi Lavalas, enviou homens armados para o Hotel Oloffson para desmantelar o trio elétrico no qual a banda RAM se apresentaria, no que era conhecido como o melhor Carnaval organizado desde 1985. O prefeito tinha se ofendido pela letra de uma das músicas da banda, que ele interpretou como uma acusação de corrupção. Em um compromisso, a banda recebeu permissão para se apresentar em um caminhão de som. No entanto, os freios do caminhão foram sabotados e durante a procissão, o caminhão desviou para o meio da multidão, matando oito e forçando os membros da banda a fugir para salvar suas vidas.
As celebrações foram fortemente restringidas pelo terremoto do Haiti de 2010, apesar de ainda terem ocorrido, porém em uma escala reduzida, com apenas um quarto do orçamento de costume. Houve discordância entre os haitianos sobre se era ou não apropriado celebrar o carnaval em 2011. O carnaval de 2011 contou com muitos fantasias satirizando temas mais pesados do que o normal, como a epidemia de cólera pós-terremoto e a necessidade de ajuda humanitária. Em 2012, o carnaval foi realizada em uma escala maior e foi um sucesso.
Em 2015, as celebrações foram cancelados em todo o país após o segundo dia devido a um acidente durante um desfile, que custou a vida de 18 pessoas e feriu 78.

## Expressões do carnaval crioulo
O crioulo haitiano, baseado no vocabulário francês e com influências de línguas africanas e caribenhas, além do espanhol e do português, tem várias expressões associadas às celebrações de carnaval. Suas celebrações dão aos foliões uma oportunidade para jogar fora suas inibições, e as expressões incentivam isto:
- lage ko': 'abra mão de si mesmo"
- mete menn' anlè: 'ponha as mãos no ar'
- balanse: 'oscilação'
- bobinen: 'dê uma volta'
- souke: 'requebre'
- sote: 'pule'
- gouye: 'moer seus quadris'
- ratazana: 'pule'

Músicos da diáspora haitiana muitas vezes voltam para o Haiti para se apresentar no carnaval.
Há também lutas entre homens jovens durante as festividades. Estes são chamados de gagann. Os combatentes são rodeados por um semi-círculo de apoiadores de um ou de outro.

## Rara
O Haiti tem uma carnaval tradicional única, o Rara, que é separado das principais celebrações de carnaval. Procissões do Rara acontecem durante o dia e, às vezes, à noite, durante a quaresma, culminando em uma semana de celebração que tem lugar no fim da Quaresma, durante a Semana Santa. O Rara tem suas raízes nas regiões de an deyò, as áreas rurais ao redor de Porto Príncipe. Ele é baseado nos costumes camponeses de celebração da Páscoa, que incluem desfiles, com músicos tocando tambores, trombetas, cornetas de bambu chamadas vaksens, e outros instrumentos. Os desfiles também incluenm bailarinos fantasiados de personagens como rainhas (chamado renns), presidentes, coronéis, e outros representantes da complexa hierarquia das banda rara.
O Rara é chamado de "vodu pelas estradas" pelos haitianos. Procissões de bailarinas seguem líderes religiosos vodu, acompanhadas por percussionistas e vaksen, parando em encruzilhadas, cemitérios e casas de líderes da comunidade. Rituais do Rara são agradecimentos  públicos aos "grandes homens" das comunidades. Dinheiro é entregue aos líderes de organizações  rara e às comunidades durante as procissões. A incorporação de trajes e danças militares nas procissões rara são também um reconhecimento da hierarquia comunal, e as crenças populares dos rituais de Vodu, incluindo o rara, apoiaram a Revolução Haitiana, e o contínuo bem-estar do Haiti. Membros de bandas Rara acreditam que eles têm um contrato com os espíritos, e devem tocar durante sete anos, caso contrário atrairão adversidades.

## Carnaval des Fleurs
Michel Martelly, ex-presidente haitiano, organizou mais um carnaval entre 29 e 31 julho de 2012 chamado Carnaval des Fleurs (Carnaval das Flores). Este evento incluiu bandas populares de konpa. Supostamente, este evento existia em tempos anteriores, mas nenhuma celebração desse carnaval havia sido realizado, desde, pelo menos, a transição para a democracia, em 1986.

## Koudyay
Koudyay é um tipo de celebração espontânea no Haiti, semelhante a uma celebração de carnaval. Durante os anos sob a ditadura de Papa Doc Duvalier, o governo patrocinava festividades  koudyaye como um meio para distrair o povo do Haiti de problemas políticos, e para oferecer uma maneira limitada e sancionada para as pessoas liberarem suas frustrações e evitar tumultos.

## Bandas carnavalescas Kompa
O carnaval é um importante evento comercial para os músicos haitianos. Os músicos têm uma oportunidade de expandir o seu público ao se apresentar para multidões durante os 3 dias antes da quarta-feira de Cinzas. Enquanto bandas carnavalescas podem integrar vários estilos de música, o kompa é o mais comum. Em crioulo haitiano se escreve konpa, porém a ortografia mais comum é "kompa".